# Стрибок у безодню
«Стрибок у безодню» — роман з дев'яти науково-фантастичних новел про період історії людства від відкриття гіперпросторового стрибка до так званого «Останнього спокійного року» — моменту перед зустріччю з іншими розумними расами.
Кожна новела — зріз етапу розвитку людства, що відбиває зміни технологій та їхній вплив на людські життя від перших боязких кроків за Хмару Оорта до спроб кинути виклик незвіданому та незбагненному.
Ці історії знайомлять читача зі всесвітом українського настільного варгейма «Verge Of War» («Точка незворотності») — розлогої та багатошарової космоопери, яка впритул наблизилася до твердої наукової фантастики.